# ژاکی سیلوا
ژاکی سیلوا (پرتغالی: Jackie Silva؛ زادهٔ ۱۳ فوریهٔ ۱۹۶۲) بازیکن والیبال ساحلی اهل برزیل بود.

## زندگی شخصی
سیلوا آشکارا لزبین است و با بالرین آمالیا لیما رابطه دارد.